# Charles Sobhraj
Hatchand Bhaonani Gurumukh Charles Sobhraj (sinh ngày 6 tháng 4 năm 1944 tại Sài Gòn, Nam Kỳ), thường được biết nhiều hơn với tên Charles Sobhraj, là một kẻ giết người hàng loạt người lai Ấn Độ và Việt Nam, là người săn khách du lịch phương Tây trên khắp khu vực Đông Nam Á trong những năm 1970. Với biệt danh "con rắn" và "kẻ giết người Bikini" cho kỹ năng sự lừa đảo và trốn thoát, ông bị cáo buộc cam kết ít nhất 12 vụ giết người. Ông đã bị kết án và bỏ tù ở Ấn Độ từ năm 1976 đến 1997, nhưng đã xoay xở để sống một cuộc sống vui chơi giải trí ngay cả trong nhà tù. Sau khi được phóng thích, ông nghỉ hưu như một người nổi tiếng ở Paris, ông bất ngờ trở lại Nepal, nơi ông bị bắt giữ, đã cố gắng và bị kết án tù chung thân vào ngày 12 tháng 8 năm 2004. Năm 2008, Sobhraj tuyên bố đính hôn với một phụ nữ Nepal, Nihita Biswas. Tính xác thực của mối quan hệ của cặp đôi đã được xác nhận trong một bức thư ngỏ của nhạc trưởng người Mỹ David Woodard gửi cho The Himalayan Times. Tòa án tối cao của Nepal cuối cùng đã bị kết án anh ta và ra lệnh cho các tù chung thân, quyết định này đã được thực hiện vào ngày 30 tháng 7 năm 2010.
Trong khi Sobhraj được nhiều người tin rằng là một kẻ tâm thần, động cơ giết người của ông ta khác với của phần lớn những kẻ giết người hàng loạt khác. Sobhraj đã không giết người do bị thúc đẩy bởi sự thôi thúc thầm kín và bạo lực mà xem hành vi giết người như là một phương tiện để duy trì lối sống của mình phiêu lưu mạo hiểm. Điều đó, cũng như tính cách xảo quyệt và văn hóa của mình, làm cho anh ta một người nổi tiếng rất lâu trước khi ông được thả khỏi nhà tù. Sobhraj được sự chú ý, thu được số tiền lớn cho cuộc phỏng vấn và quyền bộ phim, ông đã là chủ đề của bốn cuốn sách và tài liệu. Việc ông tìm kiếm sự chú ý và quá tự tin của mình về trí thông minh của mình được người ta cho là đã khiến ông trở về một quốc gia nơi chính quyền vẫn còn mong muốn bắt giữ ông.

## Tiểu sử
Hatchand Bhaonani Gurumukh "Charles" Sobhraj sinh ngày 6 Tháng Tư năm 1944 tại Sài Gòn trong thời kì Đông Dương. Ông có cha là người Ấn Độ và mẹ là người Việt Nam. Do nơi sinh của Sobhraj là thuộc địa được cai quản bởi Thực dân Pháp, ông được cấp thêm quốc tịch Pháp. Cha mẹ ông chưa bao giờ kết hôn, và cha ông cũng đã chối bỏ huyết thống với ông. Sobhraj được nhận nuôi bởi người cha kế, cũng như chồng của mẹ ông, là một Trung uý người Pháp đóng quân ở Đông Dương. Khi sinh sống trong gia đình mới này, Sobhraj cảm thấy bị bỏ rơi bởi người con sau này của mẹ ông và chồng. Ông liên tục di chuyển nơi ở từ Đông Nam Á sang Pháp, và ngược lại, trong nhiều năm liền.
Khi còn ở độ tuổi thanh thiếu niên, Sobhraj đã thực hiện nhiều hành vi trái pháp luật. Ông đã nhận án giam giữ với tội danh trộm cắp, và ông đã thi hành án tại nhà tù ở Poissy, gần Paris, Pháp. Trong thời gian thi hành án, Sobhraj đã thao túng tâm lý các quan chức trong tù nhằm nhận được các đãi ngộ đặc biệt, bao gồm việc được mang sách vào trong tù. Trong thời điểm đó, ông đã gặp và thầm cảm mến Felix d'Escogne, một người phụ nữ giàu có đang thực hiện công việc tình nguyện tại nhà tù.
Sau khi được mãn hạn tù, Sobhraj đã sống cùng d'Escogne và dành thời gian sống giữa cuộc sống xa hoa của Paris và giới xã hội đen ngầm. Trong thời gian này, ông gặp và bắt đầu mối quan hệ tình cảm với Chantal Compagnon, người con gái Paris của một gia đình bảo thủ. Sobhraj cầu hôn Compagnon, nhưng lại bị bắt trong cùng một ngày do có hành vi bỏ trốn cảnh sát trên chiếc xe ông đã trộm được. Ông bị kết án 8 tháng tù giam, nhưng vẫn được Compagnon kề vai sát cánh ngay cả khi ông đang bị giam. Khoảng năm 1970, ông chính thức trở thành công dân Pháp nhờ vào người mẹ từng sống trong thời kì bị Thực dân Pháp đô hộ.
Sobhraj, cùng Compagnon đang mang thai, rời khỏi Pháp vào năm 1970 nhằm trốn thoát khỏi sự truy nã. Sau khi du ngoạn khu vực Trung Đông nhờ sở hữu giấy tờ giả từ việc trộm cắp từ các khách du lịch mà họ làm bạn cùng, Sobhraj đã đến Bombay, Ấn Độ. Compagnon hạ sinh con gái, Usha, tại thành phố này. Trong thời gian đó, Sobhraj quay trở lại với cuộc đời "ngoài vòng pháp luật" bằng việc đứng đầu tổ chức trộm cắp xe và đường dây buôn bán ma tuý. Lợi nhuận từ tổ chức này đều đã bị Sobhraj đem đi "đầu tư" vào thói cờ bạc của mình.
Năm 1973, Sobhraj bị bắt và giam giữ sau khi thất bại trong việc trộm cướp đá quý của các chủ tiệm vàng tại The Ashok ở New Delhi. Sobraj, nhờ sự giúp đỡ của Compagnon, thành công trốn thoát nhờ việc giả bệnh, nhưng lại bị bắt trở lại không lâu sau đó. Sobhraj mượn tiền cha mình để chuộc thân khỏi ngục tù, và bay tới Kabul. Tại nơi này, cặp đôi đã bắt đầu các hành vi trộm cướp từ các khách du lịch bụi và lại bị bắt. Sobhraj thành công trốn thoát như cách ông đã làm ở Ấn Độ, bằng cách giả bệnh và bỏ thuốc bảo vệ của bệnh viện. Sobhraj bay tới Iran và bỏ lại gia đình của mình ở phía sau. Compagnon vì muốn thoát khỏi quá khứ tội lỗi của cả hai mà trở về Pháp. Mặc dù bà vẫn còn nghĩa với Sobhraj, bà đã tuyên bố sẽ không bao giờ muốn gặp lại ông thêm một lần nào nữa.
Sobhraj dành 2 năm ròng rã chỉ để chạy trốn nhờ sử dụng khoảng 10 cuốn hộ chiếu khác nhau. Ông đã thành công vượt qua hải quan của nhiều nước Trung Đông và Đông Âu. Sobhraj gặp lại người em kế của mình, André, ở Istanbul. Cả hai trở thành một bộ đôi tham gia vào các cuộc trộm cướp ở Thổ Nhĩ Kỳ và Hy Lạp. Cả hai bị bắt ở Athens, Hy Lạp. Sau khi đồng ý hoán đổi thân phận, Sobhraj thành công tẩu thoát trong khi André bị bắt. André được giao nộp cho chính quyền Hy Lạp và bị kết án 18 năm tù giam.

## Những vụ án giết người
Trong quá trình trốn thoát, Sobhraj tự chu cấp tài chính cho bản thân bằng việc đóng giả làm người buôn đá quý hoặc buôn ma tuý nhằm tạo sự ấn tượng để kết bạn với khách du lịch - những "mục tiêu" để ông lừa gạt. Tại Ấn Độ, ông gặp Marie-Andrée Leclerc, một cô gái sinh ra ở Quebec, Canada là khách du lịch với mong muốn được khám phá. Leclerc trở thành tay sai của Sobhraj, bị ông che mù mắt với hành vi phạm tội và lăng nhăng của mình.
Sobhraj "thu phục" những tay sai nhờ vào việc có được niềm tin của họ; một hành vi lừa đảo nhằm giúp tay sai thoát khỏi những trường hợp khó giải quyết. Trong trường hợp nọ, ông đã giúp 2 viên cảnh sát Pháp - Yannick và Jacques - khôi phục lại các cuốn hộ chiếu bị mất mà thực chất đã từng bị Sobhraj cướp lấy. Trong một trường hợp khác, Sobhraj đã cho một người đàn ông Pháp vô gia cư, Dominique Renelleau, ở nhờ trong nhà mình. Dominique mang bệnh kiết lỵ do Sobhraj đã đầu độc anh. Tay sai người Ấn Độ, Ajay Chowdhury, gia nhập băng đảng, cũng như trở thành cánh tay phải đắc lực của Sobhraj.
Sobhraj và Chowdhury đã thực hiện vụ những giết người đầu tiên vào năm 1975. Hầu như các nạn nhân đều đã tiếp xúc với họ trước khi bị hại, và theo lời các điều tra viên, Sobhraj và Chowdhury đã cố gắng "thu phục" họ vào băng đảng. Sobhraj thú nhận rằng các vụ giết người được thực hiện bởi việc đầu độc bằng heroin và thuốc gây ảo giác - đây cũng là động cơ giết người của ông. Nạn nhân đầu tiên là một người phụ nữ trẻ đến từ Seattle, Teresa Knowlton. Cô đã bị dìm cho chết đuối tại hồ đá ở Vịnh Thái Lan. Pháp y cho biết thi thể cô có dấu hiệu của chết đuối do tai nạn xảy ra trong quá trình bơi lội - nhưng thực chất là dấu vết của một vụ giết người.
Nạn nhân tiếp theo là Vitali Hakim, một thanh niên người Thổ Nhĩ Kỳ. Xác của anh, lúc đó đã bị thiêu rụi, được tìm thấy trên một con đường tới khu nghỉ dưỡng ở Pattaya - nơi Sobhraj và đồng bọn đang cư trú. Sinh viên người Hà Lan, Henk Bintanja, 29 tuổi cùng vị hôn thê Cornelia Hamker, 25 tuổi, được mời một chuyến đến Thái Lan sau khi gặp Sobhraj ở Hồng Kông. Như những nạn nhân khác, họ bị Sobrhaj đầu độc và được cứu nhằm lấy sự tin tưởng. Sau khi hồi phục, bạn gái của Hakim French - một trong số những nạn nhân của Sobhraj, tên Charmayne Carrou đã đến gặp Sobhraj. Cô tìm đến ông nhằm lấy thông tin để đi tìm bạn trai của mình. Lo sợ mọi chuyện sẽ bị bại lộ, Sobhraj và Chowdhury đã nhanh chóng thủ tiêu Bintanja và Hamker. Xác của cặp đôi được tìm thấy đã bị trói và hoả thiêu vào ngày 16 Tháng Mười hai năm 1975. Không lâu sau đó, Carrou đã được tìm thấy đang mặc đồ bơi và chết đuối. Trên người cô mặc bộ đồ bơi giống kiểu đồ bơi tìm thấy trên người Teresa Knowlton. Mặc dù hai vụ án mạng này không xảy ra cùng thời điểm, song Sobhraj đã được gắn mác "Sát nhân đồ bơi".
Ngày 18 Tháng Mười hai cùng năm, Sobhraj và Leclerc đã nhập cảnh Nepal nhờ sở hữu 2 cuốn hộ chiếu của Bintanja và Hamker - cùng thời điểm xác của cặp đôi đã được nhận định. Tại Nepal, họ đã giết Laurent Carrière, 26 tuổi người Canada và Connie Jo Bronzich, 29 tuổi người Mỹ. Sobhraj và Leclerc trở lại Thái Lan nhờ vào 2 cuốn hộ chiếu từ những người đó trước khi xác của họ được tìm thấy. Trước khi trở lại Thái Lan, Sobhraj phát hiện ra rằng những đồng bọn người Pháp của ông đã nảy sinh tình nghi về việc ông đã giết người hàng loạt, cũng như tìm thấy giấy tờ của những nạn nhân của ông. Bọn họ đã bay về Paris sau khi thông báo với chính quyền địa phương ở Thái Lan.
Địa điểm đến của Sobhraj là một thành phố ở phía Bắc Ấn Độ. Tại đây, ông đã giết Avoni Jacob, một học giả người Do Thái, nhằm tước đoạt hộ chiếu. Sobhraj đã cùng Leclerc và Chowdhury du ngoạn tới các nước khác nhau: Singapore, Ấn Độ, và trở lại Bangkok vào Tháng Ba năm 1976, dù biết rằng chính quyền Thái đang truy nã ông. Băng nhóm đã bị cảnh sát Thái Lan bắt và tra khảo với các cáo buộc giết người, nhưng đã được thả.
Trong lúc đó, nhà ngoại giao Hà Lan, Herman Knippenberg và vợ sắp cưới Angela Kane đang điều tra cái chết của Bintaja và Hemker. Knippenberg cho rằng ông có sự hiểu biết, cũng như đã từng gặp Sobhraj, dù sau này nhận định cho thấy nhà ngoại giao có thể đã không gặp Sobhraj như lời ông nói. Với sự giúp đỡ của Nadine và Remi Gires, hàng xóm của Sobhraj, Knippenberg quyết định mở cuộc điều tra về Sobhraj. Ông thậm chí còn được cảnh sát Thái Lan giao quyền điều tra căn hộ của Sobhraj trong suốt một tháng trời sau khi nghi phạm đã rời khỏi nước. Tại đây, Knippenberg đã tìm thấy các bằng chứng, bao gồm hộ chiếu và giấy tờ của các nạn nhân, cũng như kim tiêm và các lọ thuốc độc.
Băng nhóm của Sobhraj đã dừng chân tại Malaysia, nơi mà Chowdhury được giao nhiệm vụ trộm cướp đá quý. Chowdhury bị bắt gặp giao nộp đá quý cho Sobhraj. Đó cũng là lần cuối cùng Chowdhury được nhìn thấy; chẳng ai biết tung tích của hắn ta, thậm chí là xác của hắn. Sobhraj được cho rằng là đã thủ tiêu Chowdhury trước khi rời khỏi Malaysia để tiếp tục hành trình trộm đá quý với Leclerc ở Genava. Một nguồn thông tin cho biết Chowdhury đã được tìm thấy ở phía Tây nước Đức; song, do không đủ bằng chứng, Chowdhury vẫn đang được tìm kiếm.
Vào Tháng Năm năm 1976, Interpol ban hành lệnh truy nã quốc tế với Sobhraj cùng bốn cáo buộc giết người ở Thái Lan.
Khi trở lại Châu Á, Sobhraj hình thành một băng đảng khác bao gồm 2 cô gái phương Tây, Barbara Smith và Mary Ellen Eather, ở Bombay. Nạn nhân tiếp theo của Sobhraj là Jean-Luc Solomon, người Pháp bị đầu độc trong một vụ trộm cắp. Sobhraj đã dự định sẽ phanh thây Solomon, nhưng Solomon lại chết ngay sau khi bị đầu độc.
Tháng Bảy năm 1976, tại New Delhi, Sobhraj, cùng ba người phụ nữ là đồng bọn của ông, đã lừa một nhóm du khách người Pháp gồm các học sinh vừa tốt nghiệp bằng cách để băng nhóm mình làm hướng dẫn viên du lịch cho các học sinh. Sobhraj đầu độc các học sinh bằng thuốc mà ông khẳng định đó là thuốc trị kiết lỵ. Khi thuốc phát tác dụng nhanh hơn Sobhraj dự tính, các học sinh trở nên bất tỉnh. Ba trong số các học sinh đã phát hiện âm mưu của Sobhraj liền đảo chính và liên lạc với cảnh sát, dẫn đến việc ông đã bị bắt giữ. Các thành viên nữ trong băng đảng của Sobhraj đã bị bắt và lấy lời khai. Sobhraj bị kết án giết người với Solomon và cả nhóm bị giam giữ tại tù Tihar, New Delhi.

## Bị giam giữ ở Ấn Độ
Smith và Eather đã cố gắng tự sát trong khoảng 2 năm trước khi ra toà. Sobhraj sống một cuộc sống an nhàn trong tù nhờ vào việc sở hữu đá quý và kinh nghiệm mua chuộc quan chức. Ông biến phiên toà của mình trở thành một cảnh tượng kinh hoàng bằng việc thuê và sa thải luật sư theo ý muốn, cũng như đưa người em kế, André, ra làm lá chắn và bắt đầu một cuộc tuyệt thực. Ông bị kết án 12 năm tù. Leclerc bị kết án do đã có tham gia vào việc đầu độc các học sinh người Pháp, song đã được thả về Canada nơi cô đã mang trong mình căn bệnh ung thư cổ tử cung. Cô luôn chứng tỏ bản thân mình vô tội và giữ nguyên tính trung thành với Sobhraj, ngay cả khi cô trút hơi thở cuối cùng tại nhà riêng vào Tháng Tư năm 1984. Năm đó, cô mới 38 tuổi.
Công cuộc mua chuộc quan chức Thái Lan của Sobrahj đã dần trở nên mất kiểm soát. Nhờ việc mua chuộc, ông sống trong phòng tù nơi có TV, đồ ăn hạng sang, và làm bạn với các cai ngục cũng như bạn tù. Ông đã được phỏng vấn bởi các trang báo phương Tây, như với Richard Neville vào năm 1977 và với Alan Dawson vào năm 1984. Julia Clarke, người vợ tương lai của Neville, cũng là một nhà báo thường viết các bài báo về Sobhraj. Bà cho biết Sobhraj đã bán bản quyền câu chuyện cuộc đời ông cho một doanh nhân Thái Lan, và sau đó được bán lại cho Random House. Nhờ vào các mối quan hệ đường xa của Neville, Random House đã đề xuất một bản hợp đồng, trong đó Neville sẽ bay đến New Delhi để điều tra vụ án này, dù ông và Julia Clarke chưa từng có kinh nghiệm trong việc báo cáo kết quả điều tra. Họ cho rằng điều này đã vượt xa khả năng của cả hai và cảm thấy ngột ngạt khi phải đối phó với "những sứ giả đáng sợ" của Sobhraj - những người sắp xếp những cuộc gặp gỡ trực tiếp với Sobhraj để nghe ông ta kể lại những câu chuyện gây án kinh hoàng. Julia đã cảm thấy rất vui mừng và nhẹ nhõm khi họ rời khỏi New Delhi.
Mặc dù đã thoải mái chia sẻ các câu chuyện của bản thân mình với Julia và Neville, song Sobhraj lại phủ nhận đã nói với cặp đôi, và giả vờ cho rằng hành động của mình là để trả đũa chủ nghĩa đế quốc phương Tây tại Châu Á.
Thời hạn giam giữ Sobhraj trong tù ở Ấn Độ là 20 năm trước khi thời hạn khởi tố của ông ở Thái Lan đã hết hạn - là thời hạn đảm bảo để dẫn độ Sobhraj về Thái Lan và thi hành án tử. Tháng Ba năm 1986, Sobrhaj tổ chức 1 bữa tiệc hoành tráng cho các bạn tù và cai ngục. Ông đã đầu độc tất cả bọn họ bằng thuốc ngủ và vượt ngục. Điều tra viên Madhukar Zende trực thuộc Bộ Cảnh sát Bombay đã đối mặt với Sobhraj tại nhà hàng O'Coqueiro ở Goa, dẫn đến việc thời hạn bị giam giữ trong tù tăng lên thêm 10 năm như cách mà Sobhraj đã kì vọng. Vào ngày 17 Tháng Hai năm 1997, Sobhraj, năm đó đã 52 tuổi, được thả ra vì những cáo buộc, bằng chứng, và nhân chứng của những vụ án cũ đã bị bác bỏ. Vì không còn đất nước nào để dẫn độ, chính quyền Ấn Độ đồng ý cho Sobhraj trở về Pháp. 

## Bị giam giữ ở Nepal
Sobhraj về hưu và lưu trú ở vùng ngoại ô Paris. Ông đã tính một khoảng tiền không nhỏ cho những bức ảnh và bài phỏng vấn về bản thân ông. Quyền được quay phim về cuộc đời ông đã được bán với giá hơn 15 triệu đô la.
Năm 2003, Sobhraj bay đến Nepal - một trong những đất nước ông vẫn có thể bị bắt giữ và bị truy nã bởi chính quyền quốc giá. Theo tờ The Himalayan Times, Sobhraj đã quay về Kathmandu nhằm gầy dựng một doanh nghiệp khoáng sản. Sự trở lại của ông được cho là để khao khát lấy lại sự quan tâm của công chúng, và sự tự cao về trí thông minh của mình.
Ngày 1 Tháng Chín năm 2003, Sobhraj bị bắt gặp bởi phóng viên tờ The Himalayan Times trong một sòng bài ở Kathmandu. Phóng viên đã theo dõi ông hai tuần liền và viết một bài báo trên tờ The Himalayan Times kèm những bức ảnh chụp về ông. Khi cảnh sát Nepal nhìn thấy bài viết, họ ra lệnh cử người đến sòng bài và bắt giữ Sobhraj - lúc này không hề hay biết chuyện gì đang xảy ra mà chỉ chú tâm đánh bài. Cảnh sát đã ra lệnh mở lại vụ án giết người năm 1975 của ông. Ngày 20 Tháng Tám năm 2004, Sobhraj nhận án tù chung thân từ toà quận Kathmandu với tội danh giết Connie Jo Bonzich vào năm 1975.
Hầu hết những bằng chứng hình ảnh của Sobhraj được thu thập bởi Knippenberg, Angela Kane và Interpol. Sobhraj đệ đơn chống lại bản án, cho rằng bản thân ông bị kết án mà không hề được thông báo về một phiên toà nào cả. Luật sư của ông tiết lộ cho ông biết rằng vợ ông, bà Chantal Compagnon, đã đệ đơn kiện chính quyền Pháp từ Toà Nhân Quyền Châu Âu với lý do ông không nhận được sự trợ giúp thích đáng.
Gần cuối năm 2007, luật sư của Sobhraj đệ đơn kiện tổng thống Pháp năm đó là Nicolas Sarkozy về việc can thiệp với Nepal. Năm 2008, Sobhraj thông báo đã đính hôn với một người phụ nữ Nepal, Nihita Biswas, người mà sau này đã tham gia chương trình thực tế Bigg Boss. Tính xác thực về tin đính hôn của cặp đôi này đã được xác nhận bởi Nhạc trưởng người Mỹ, David Woodard, thông qua The Himalayan Times. Ngày 7 Tháng Bảy năm 2008, nhờ cuộc họp báo được sắp xếp bởi vị hôn thê Biswas, Sobhraj khẳng định bản thân ông chưa bao giờ giết bất kỳ ai theo như những gì bên toà thông báo, cũng như yêu cầu truyền thông không được gán ghép ông với cái danh "sát nhân hàng loạt". 
Có thông tin cho hay rằng Sobhraj đã kết hôn với vợ mình vào Tháng Mười năm 2008 trong tù vào dịp lễ Bada Dasami. Ngày hôm sau, chính quyền Nepal bác bỏ tính pháp lý của cuộc hôn nhân của cả hai. Chính quyền cho biết Biswas và gia đình bà đã được cho phép làm nghi lễ Tika cùng với hàng trăm họ hàng và bạn tù của Sobhraj. Họ cho biết đó không phải là một phần của hôn lễ, mà là của lễ hội Dashain. Trong lễ này, những người lớn tuổi hơn sẽ trét một vết đỏ lên trán của những người nhỏ hơn nhằm ban phước lành cho họ. 
Tháng Bảy năm 2010, Toà án tối cao của Nepal tạm hoãn bản án phúc thẩm của Sobhraj về bản án tù chung thân từ toà địa phương với cáo buộc giết du khách Connie Jo Bronzich năm 1975. Sobhraj cũng đã kháng cáo bản án phúc thẩm của toà Kathmandu vào năm 2006, cho rằng đó là một sự không công bằng cho ông. 
Ngày 30 Tháng Bảy năm 2010, Toà án tối cao quyết định giữ nguyên bản án chung thân của Sobhraj và thêm vào đó là 2000 Rs tiền phạt vì đã nhập cảnh Nepal bất hợp pháp. Toà án cũng đã ra lệnh tịch thu toàn bộ tài sản của Sobhraj. Người vợ bất đắc dĩ, Biswas cùng với mẹ của bà là Shakuntala Thapa là một luật sư đã bày tỏ sự không hài lòng với bản án đã được thực thi. Thapa cho rằng Sobhraj đang bị đối xử bất công và "luật pháp đang bị thao túng". Hai mẹ con đã bị buộc tội và đưa đến trại giam tư pháp vì tội xúc phạm toà án qua những lời lẽ đó. 
Ngày 18 Tháng Chín năm 2014, Sobhraj bị buộc tội giết chết Laurent Carriere, du khách người Canada, bởi toà Bhkatapur và lãnh án 20 năm tù giam. Năm 2018, Sobhraj được chẩn đoán nguy kịch và phải nhiều lần thực hiện các ca phẫu thuật mở van tim, cũng như đã được lên lịch hẹn cho những ca phẫu thuật trong tương lai. 
Ngày 21 Tháng Mười hai năm 2022, Toà án tối cao ra lệnh trả tự do cho Sobhraj do tuổi tác đã cao, cũng như ông đã thực hiện bản án đã được 19 năm. Sau đó, ông được ra lệnh phải rời khỏi Nepal trong 15 ngày. Ngày 23 Tháng Mười hai năm 2022, ông chính thức được thả ra do tuổi già và thái độ tốt trong lúc thi hành án. Ông đã được đưa về Pháp và bị cấm đến Nepal ít nhất 10 năm. 

## Đời tư
Năm 2010, Sobhraj kết hôn trong tù với Nihita Biswas, một thông dịch viên người Nepal lai Ấn Độ. Ông có hai người con với bà, một đứa con lớn 44 tuổi và đứa con nhỏ 20 tuổi. Một nhân viên trong tù từng nói với tờ Paris Match vào năm 2021 rằng: "Đó quả thật là một huyền thoại; không có bằng chứng nào khác nói lên được điều đó cả". Cô nói với truyền thông rằng đôi mắt và cái nhìn của Sobhraj rất đặc biệt, và chàng lãng tử người Pháp đó đã thật sự gây ra tất cả. Năm 2017, cô đã hiến máu cứu ông trong một ca phẫu thuật hở van tim.

## Miêu tả về Sobhraj
Sobhraj từng được là nhân vật chính trong ba cuốn sách tài liệu - Serpentine (1979) viết bởi Thomas Thompson, The Life and Crimes of Charles Sobhraj (1980) viết bởi Richard Neville và Julia Clarke, cuối cùng là nằm trong một phần nhỏ có tựa "Sát nhân áo tắm" được viết bởi Noel Barber trong phần Great Cases of Interpol (1982). Sách của Neville và Clarke là nền móng cho phim Shadow of The Cobra, phát hành vào năm 1989. 
Sobhraj cũng được miêu tả trong bộ phim Main Aur Charles, đạo diễn bởi Prawaal Raman và phát hành bởi Cyznoure Network vào năm 2015. Bộ phim mô tả cuộc chạy trốn của Charles Sobhraj khỏi nhà tù Tihar ở New Delhi. Bộ phim ban đầu được sản xuất bởi Pooja Bhatt, nhưng do bất đồng quan điểm trong quá trình sản xuất, Bhatt đã rời khỏi đoàn phim.
Tháng Một năm 2021, BBC cho ra mắt phim "dựa trên câu chuyện có thật", The Serpent, với diễn viên Tahar Rahim thủ vai Charles Sobhraj. Sau đó, bộ phim được mua lại và phát trên Netflix cùng năm.